# Sjoestedtacris infuscata
Sjoestedtacris infuscata är en insektsart som beskrevs av Baehr 1992. Sjoestedtacris infuscata ingår i släktet Sjoestedtacris och familjen gräshoppor.

## Underarter
Arten delas in i följande underarter:
- S. i. infuscata
- S. i. validior